# Ernest Rixhon
Ernest Rixhon (* 1889 in Landen (Belgien); † 14. Februar 1944 in Bochum) war ein belgischer römisch-katholischer Geistlicher und Märtyrer.

## Leben
Ernest Rixhon wurde in Wamont (heute Stadtteil von Landen) geboren. Er wuchs im Bistum Lüttich auf und wurde 1913 zum Priester geweiht. Die Stationen seines Wirkens waren: Kaplan an St. Jakob (Lüttich), Pfarrer in Stoumont (1926), in Statte (heute Stadtviertel von Huy) und ab 1940 an der Kirche Saint-Christophe in Lüttich.
Am 13. Dezember 1942 verlas er auf der Kanzel den Hirtenbrief der belgischen Bischöfe über die Arbeiterdeportationen durch die deutschen Besatzer. Er wurde denunziert und am 5. Januar 1943 vom Kriegsgericht zu zweieinhalb Jahren Zwangsarbeit verurteilt. Er kam in die Gefängnisse Hagen und Bochum. In Bochum starb er am 14. Februar 1944 im Alter von 54 Jahren.

## Gedenken
Er steht auf der Liste der Gerechten unter den Völkern aus Belgien.